# Седякбаш
Седякба́ш (рос. Седякбаш, башк. Сиҙәкбаш) — присілок у складі Біжбуляцького району Башкортостану, Росія. Входить до складу Біжбуляцької сільської ради.
Населення — 428 осіб (2010; 474 в 2002).
Національний склад:
- чуваші — 91 %